# Suzanne Somers

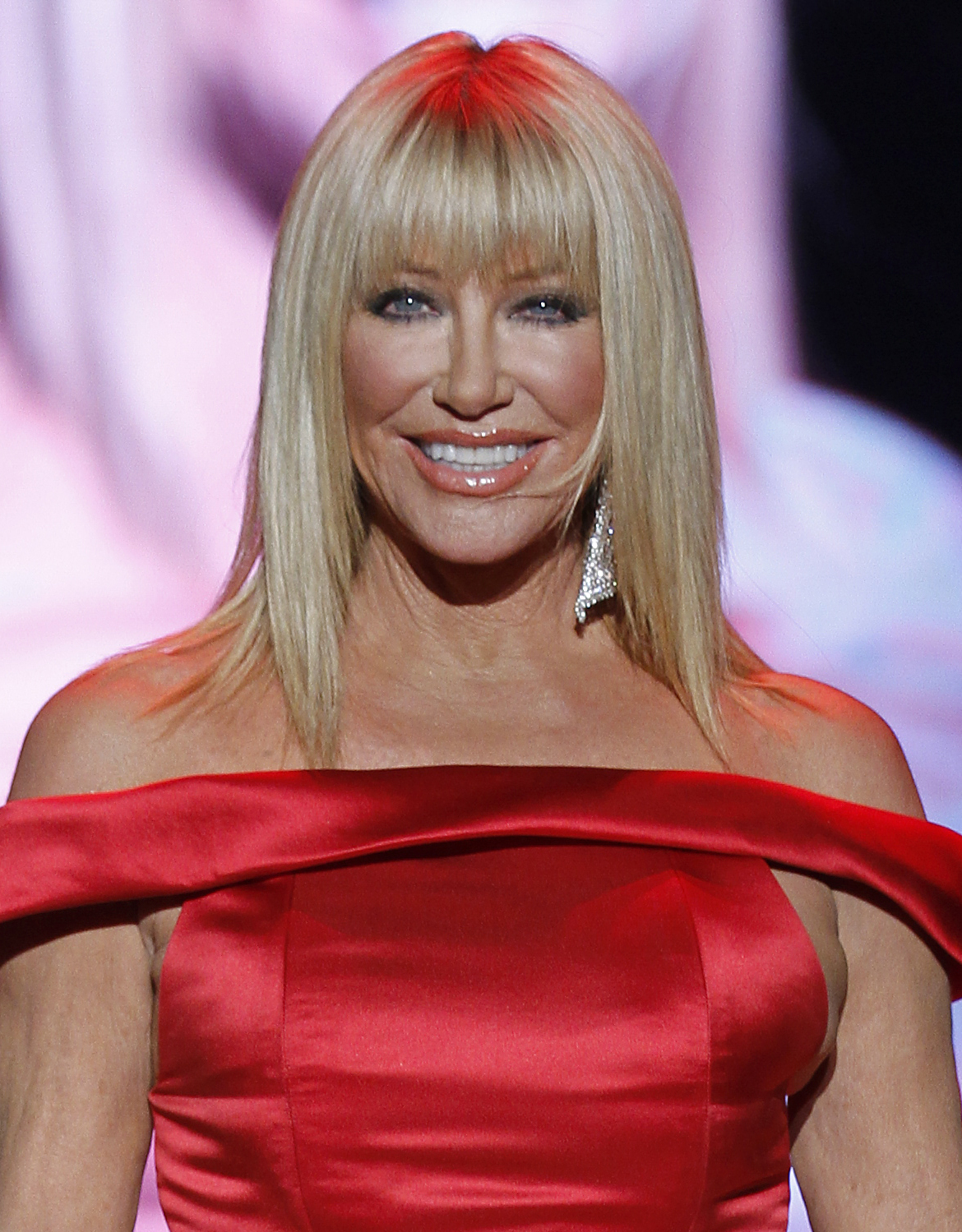
Suzanne Somers (2011)

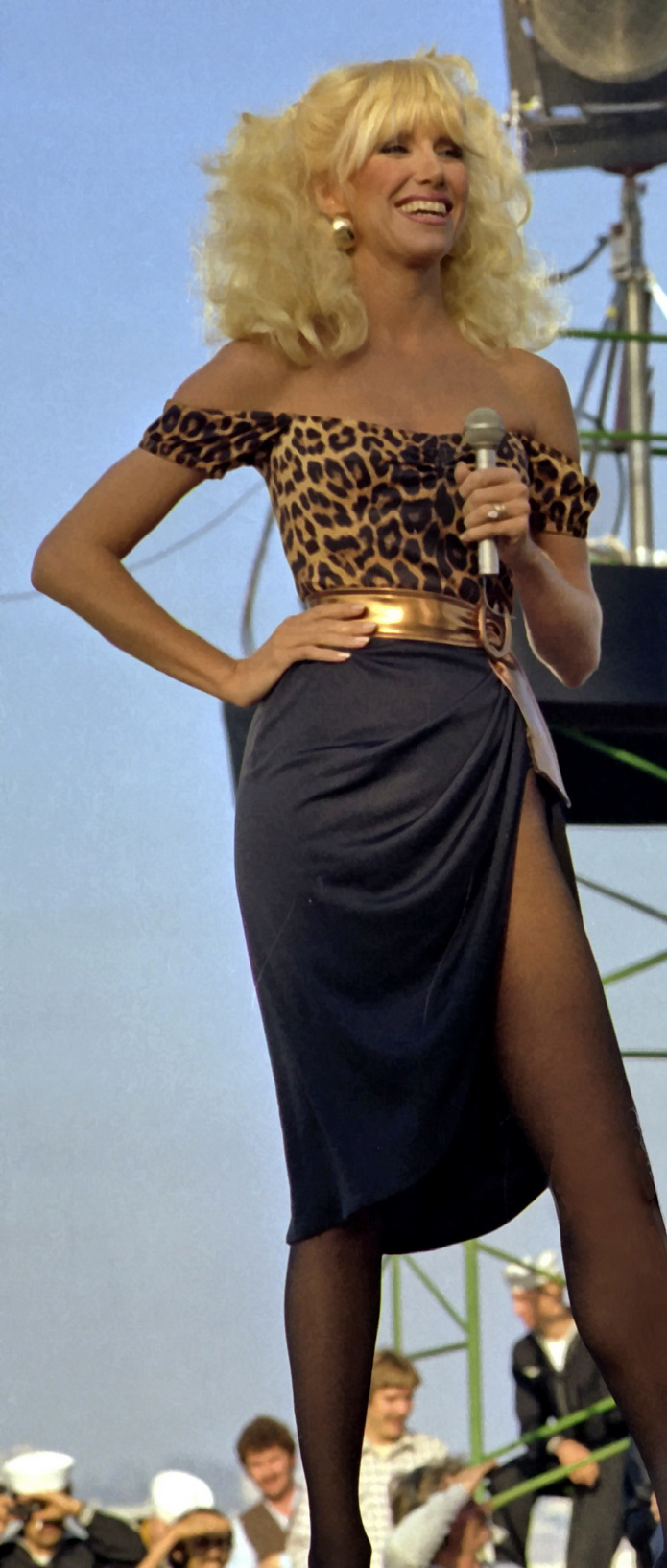
Suzanne Somers (1981)

Suzanne Marie Somers (* 16. Oktober 1946 als Suzanne Marie Mahoney in San Bruno, Kalifornien; † 15. Oktober 2023 in Palm Springs, Kalifornien) war eine US-amerikanische Schauspielerin und Autorin von Sachbüchern. Bekannt wurde sie durch ihre Rollen in den US-amerikanischen Sitcoms Herzbube mit zwei Damen (1977–1981) und Eine starke Familie (1991–1998).

## Leben
Suzanne Somers wurde 1946 als drittes von vier Kindern geboren. Sie lebte zusammen mit ihren Geschwistern und ihren Eltern Frank und Marion Mahoney in einem irisch-katholischen Haushalt in San Bruno in Kalifornien und wuchs unter schwierigen Bedingungen auf. Sie litt an Legasthenie und war demzufolge keine gute Schülerin. Dennoch besuchte sie die Capuchino High School und anschließend das Lone Mountain College. An dieser katholischen Schule erhielt sie ein Musikstipendium. Wegen einer Schwangerschaft musste sie das College früh verlassen. Ihr einziger Sohn kam kurz nach der Hochzeit mit dem Kindsvater Bruce Somers zur Welt. Drei Jahre später verließ sie ihren Mann und begann, als Model zu arbeiten. 1971 wurde ihr Sohn bei einem Autounfall schwer verletzt.
Ihre Schauspielkarriere begann sie gegen Ende der 1960er-Jahre mit kleineren Film- und Fernsehrollen. In George Lucas’ Jugendfilmklassiker American Graffiti hatte sie 1973 eine wortlose, aber für die Handlung wichtige Rolle als die mysteriöse „Blondine im Auto“. Ebenfalls hatte sie Gastauftritte in mehreren bekannten Serien wie Detektiv Rockford oder Starsky & Hutch. Doch einem breiteren Publikum wurde sie erst 1977 bekannt, als sie an der Seite von John Ritter die Rolle der naiven Chrissy Snow in der ABC-Sitcom Herzbube mit zwei Damen annahm. Wegen des Erfolgs der Staffel geriet sie im Zuge erhöhter Gagenforderungen in Streitigkeiten mit der Produktionsfirma. Nach der vierten Staffel der Sitcom wurde ihr gekündigt und sie zog nach Las Vegas.
1980 posierte sie nackt für den Playboy. Ihre schlanke Figur setzte sie fortan in der Werbung für Fitnessprodukte und -programme ein. 1986 erschien ihre Autobiografie Keeping Secrets, die später auch verfilmt wurde. Zwischen 1987 und 1989 folgte wieder eine Fernsehhauptrolle als Sheriff in der Sitcom She’s the Sheriff. 1991 erhielt sie die Rolle der Familienmutter Carol Foster an der Seite von Patrick Duffy in der Sitcom Eine starke Familie, die sie bis 1998 in sieben Staffeln spielte.
Somers wirkte außerdem in dieser Zeit an mehreren Fernseh- und Kinofilmen mit. Bekannt ist unter anderem ihr Cameo-Auftritt in John Waters’ Film Serial Mom – Warum läßt Mama das Morden nicht?, in dem sie sich selbst darstellte. Sie war auch als Produzentin von Fernsehproduktionen und Fitnessvideos sowie als Sängerin für Filmmusik tätig.
2001 gab sie bekannt, dass sie an Brustkrebs leide und ihre Energie nun in den Kampf gegen den Krebs stecke. Infolge ihrer Erkrankung veröffentlichte sie zahlreiche Ratgeber und Selbsthilfebücher. Für einige ihrer Veröffentlichungen wurde sie kritisiert, da die vorgestellten Therapien von Medizinern abgelehnt und als „wissenschaftlich nicht getestet und gefährlich“ bezeichnet werden.
Nach ihrer Brustkrebserkrankung übernahm sie keine Schauspielrollen in Film und Fernsehen mehr. Im Sommer 2005 scheiterte ihr Versuch, mit der One-Woman-Show The Blonde in the Thunderbird eine Broadway-Karriere zu starten, an der harschen Bewertung durch die Kritiker. Die Show wurde nach wenigen Aufführungen eingestellt. Im Januar 2007 brannte ihr Anwesen in Malibu nieder.
Nach einer geschiedenen ersten Ehe heiratete sie 1977 den Schauspieler Alan Hamel (* 1936), den sie 1968 als Gewinnerin einer Gameshow kennengelernt hatte. Diese Ehe hielt bis zu ihrem Tod. Suzanne Somers starb im Oktober 2023, einen Tag vor ihrem 77. Geburtstag, an ihrer Krebserkrankung.

## Filmografie (Auswahl)
- 1968: Bullitt
- 1969: Der Mann mit dem Katzenkäfig (Daddy’s Gone A-Hunting)
- 1973: American Graffiti
- 1973: Calahan (Magnum Force)
- 1974: Detektiv Rockford – Anruf genügt (The Rockford Files, Fernsehserie, Folge 1x07)
- 1975: Luftpiraten (Sky Heist, Fernsehfilm)
- 1975–1977: Starsky & Hutch (Fernsehserie, 3 Folgen)
- 1977: Love Boat (The Love Boat, Fernsehserie, Folge 1x01)
- 1977: Ameisen – Die Rache der schwarzen Königin (auch Ants und It Happened at Lakewood Manor, Fernsehfilm)
- 1977: Der Sechs-Millionen-Dollar-Mann (The Six Million Dollar Man, Fernsehserie, Folge 5x11)
- 1977–1981: Herzbube mit zwei Damen (Three’s Company, Fernsehserie, 87 Folgen)
- 1980: Ein Professor geht aufs Ganze (Nothing Personal)
- 1985: Hollywood – Intim und Indiskret (Hollywood Wives, Miniserie, 3 Folgen)
- 1985: Goodbye Charlie (Fernsehfilm)
- 1987–1989: She’s the Sheriff (Fernsehserie, 44 Folgen)
- 1990: Rich Men, Single Women (Fernsehfilm)
- 1991: Ein schreckliches Geheimnis (Keeping Secrets, Fernsehfilm)
- 1991–1998: Eine starke Familie (Step by Step, Fernsehserie, 160 Folgen)
- 1992: Der Totenkopf-Mörder (Exclusive, Fernsehfilm)
- 1993: Die Larry Sanders Show (The Larry Sanders Show, Fernsehserie, Folge 2x09)
- 1994: Full House (Fernsehserie, Folge 7x19)
- 1994: Serial Mom – Warum läßt Mama das Morden nicht? (Serial Mom) (Gastauftritt)
- 1994: Der Fluch des Magiers (Seduced by Evil, Fernsehfilm)
- 1996: Die Simpsons (The Simpsons, Fernsehserie, Folge 7x18, Sprechrolle)
- 1996: Der verrückte Professor (The Nutty Professor) (Gastauftritt)
- 1996: Devil’s Food – Eine wirklich teuflische Diät (Devil’s Food, Fernsehfilm)
- 1997: Amor in Love – Gut gezielt ist gleich verliebt (Love-Struck, Fernsehfilm)
- 1998: Schwarze Tränen (No Laughing Matter, Fernsehfilm)
- 1998: Rusty – Der tapfere Held (Rusty: A Dog’s Tale, Sprechrolle)
- 1998–2000: Candid Camera (Fernsehshow)
- 2001: Ohne Worte (Say It Isn’t So)